# آرمدانجلس
آرمدانجلس (انگلیسی: Armedangels) شرکت پوشاک آلمانی است، که در سال ۲۰۰۷ تأسیس شد.